# Dún Laoghaire
Dún Laoghaire (nogle gange stavet Dún Laoire) er en irsk havneby beliggende i County Dublin, Irland. Byen ligger ca. 12 kilometer syd for Dublin. Byen er det administrative hovedetsæde for Dun Laoghaire-Rathdown county. Fra 1821 til 1921 blev byen officielt kaldt "Kingsown".

## Kendte mennesker fra Dún Laoghaire
- Ronnie Drew irsk sanger
- Bob Geldof irsk sanger kendt fra The Boomtown Rats
- Liam Cosgrave irsk politiker